# Randolph megye (Indiana)
Randolph megye az Amerikai Egyesült Államokban, azon belül Indiana államban található. Megyeszékhelye és legnagyobb városa Winchester. Lakosainak száma 24 502 fő (2020. április 1.). Randolph megye Jay, Darke, Wayne, Henry és Delaware megyékkel határos.

## Népesség
A megye népességének változása:
| Lakosok száma | 26 164 | 25 997 | 25 848 | 25 627 | 25 172 | 24 502 |
|               | 2010   | 2011   | 2012   | 2013   | 2015   | 2020   |